# Ian Livingston, Baron Livingston of Parkhead

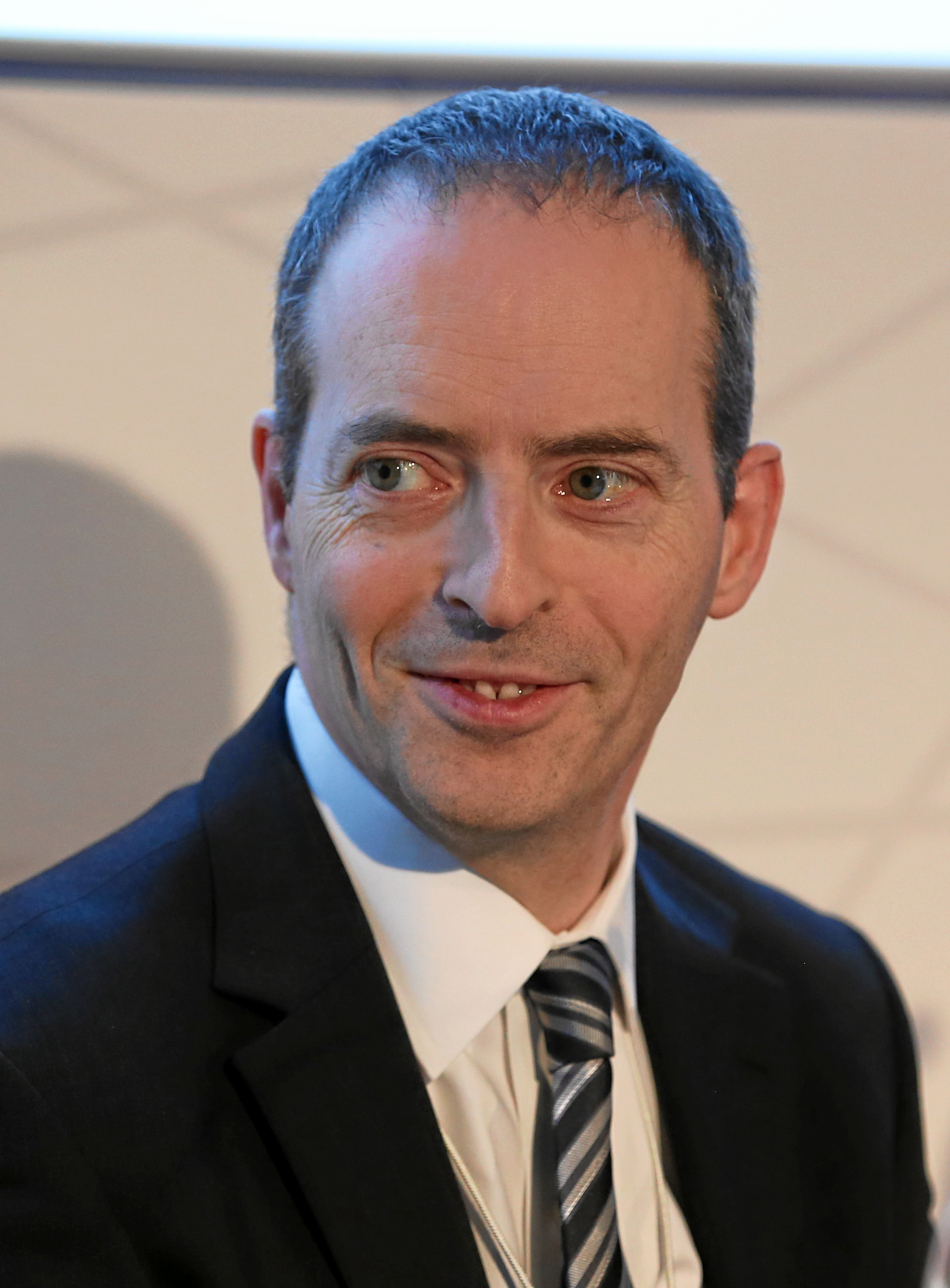
Lord Livingston auf dem Weltwirtschaftsforum 2013 in Davos

Ian Paul Livingston, Baron Livingston of Parkhead (* 28. Juli 1964 in Glasgow) ist ein schottischer Manager und Minister im Außenministerium des Vereinigten Königreichs.

## Frühe Jahre und Persönliches
Ian Livingston entstammt einer jüdischen Familie mit polnischen und litauischen Wurzeln, die vor 120 Jahren nach Schottland einwanderte. Der Familie gehörte ein Unternehmen zur Produktion von Fliegerjacken und Polizeiuniformen. Der Vater von Livingston war Hausarzt im Glasgower Ortsteil Parkhead und der erste der Familie, der eine Universität besuchte. Livingston, jüngstes von vier Geschwistern, besuchte die Kelvinside Academy und gewann einen von der Royal Bank of Scotland ausgeschriebenen Börsen-Wettbewerb, bei dem er virtuell in zehn Monaten 10.000 Pfund verdreifachte. Er studierte Wirtschaftswissenschaft an der University of Manchester.
1989 heiratete Livingston seine heutige Frau, Debbie, die er an der Universität kennengelernt hatte. Das Ehepaar hat zwei Kinder.

## Berufliche Laufbahn
Nachdem Livingston mit 19 Jahren sein Studium abgeschlossen hatte, machte er eine Ausbildung zum Buchhalter im Wirtschaftsprüfungsunternehmen Arthur Andersen, und ihm wurde die Aufgabe als Oberbuchhalter von der Zeitung The Independent übertragen. Anschließend wechselte er zur Bank of America und zum Private-Equity-Unternehmen 3i. 1991 ging er zur Dixons Group, nachdem er Stanley Kalms aufgefallen war, und wurde dort im Alter von 32 Jahren der jüngste Finanzdirektor eines Unternehmens, das im Aktienindex FTSE 100 gelistet war. Er spielte eine wichtige Rolle bei den Gründungen der Zeitschrift PC World und des Providers Freeserve.
Nach dem Verkauf von Freeservice ging Livingston als Finanzdirektor zur BT Group, bevor er 2005 deren CEO im Bereich Einzelhandel und 2008 Vorstandsvorsitzender wurde. Am 19. Juni 2013 wurde bekannt gegeben, dass Livingston neuer britischer Minister für UK Trade & Investment wird, als Nachfolger von Lord Green. Am 12. Juli 2013 wurde er mit dem Titel Baron Livingston of Parkhead, of Parkhead in the City of Glasgow, zum Life Peer erhoben und ist seither Mitglied des House of Lords.